# Umfredo III di Toron
Umfredo III di Toron (... – 1173) fu signore di Oltregiordano dal 1168 al 1183, jure uxoris in quanto marito di Stefania de Milly.
Era figlio di Umfredo II di Toron, Signore di Toron e della Dama di Bāniyās, figlia di Rénier Brus, Signore di Bāniyās.
Nel 1163 sposò Stefania de Milly, figlia ed erede di Filippo de Milly, Signore d'Oltregiordano; loro figli furono:
- Umfredo IV di Toron, successore di Umfredo II come Signore di Toron;
- Isabella, che divenne moglie di Ruben III d'Armenia, Principe delle Montagne.